# Incidente de Rio Nuñez

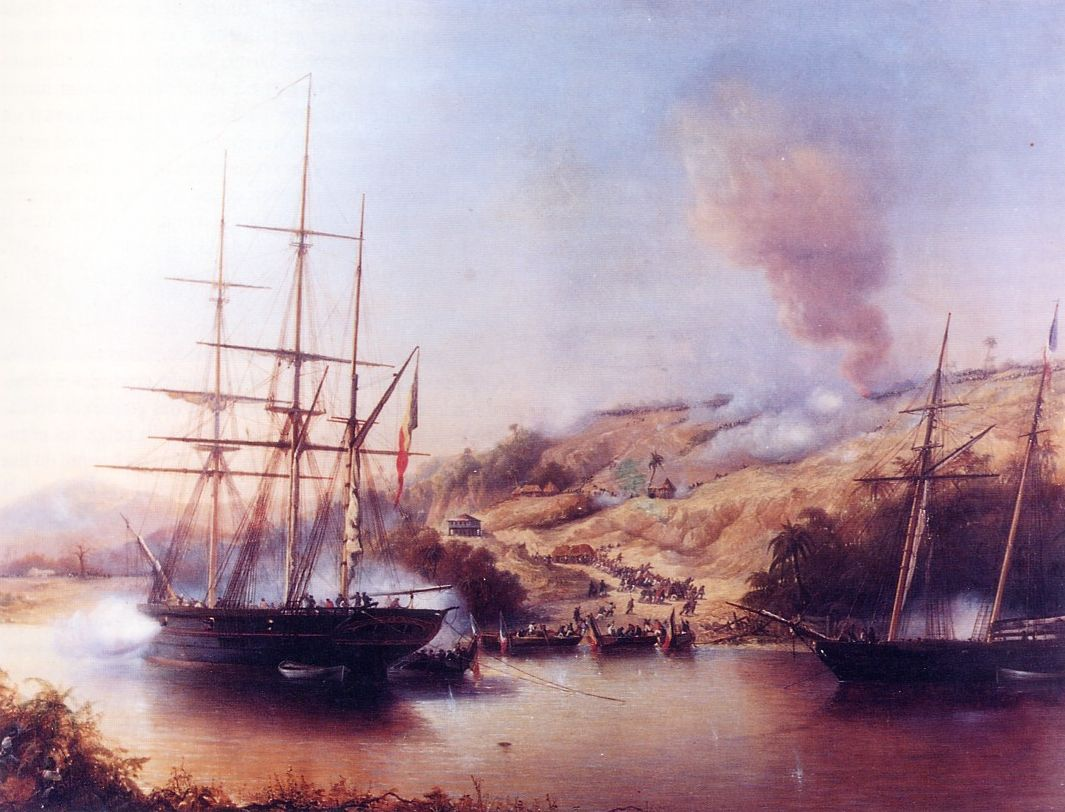
Navios de guerra belgas e franceses durante o incidente do Rio Nuñez por Paul Jean Clays.

O incidente de Rio Nuñez ou caso do Rio Nuñez foi um incidente internacional ocorrido no Rio Nuñez perto de Boké, na atual Guiné, em 1849. O incidente ocorreu quando navios de uma força naval conjunta belga e francesa atiraram contra dois comerciantes britânicos na região.
Durante as décadas de 1840 e 1850, a África Ocidental era o local da crescente rivalidade colonial entre potências europeias. A região de Nuñez ficava entre a colónia francesa do Senegal, a Gâmbia britânica e a Serra Leoa. Os comerciantes franceses eram cada vez mais desafiados pelas expedições comerciais da Grã-Bretanha, Bélgica e Estados Unidos da América.
O comandante regional francês, Édouard Bouët-Willaumez, esperava que a região de Nuñez pudesse ser formalmente anexada como protetorado do império colonial francês. O ataque, longe de garantir a região para a França, foi contrário aos planos de Bouet-Willaumez. Tanto a França quanto a Bélgica lideraram um encobrimento. Tentativas do primeiro-ministro britânico, o Visconde Palmerston, de forçar a França a pagar indemnizações pelo incidente acabaram não sendo bem sucedidas e o caso durou quatro anos.
O incidente fez parte do "Prelúdio da Partilha de África" e, como Bouët-Willaumez esperava, levou ao aumento do controle francês sobre Nuñez. Em 1866, as forças francesas ocuparam Boké. O caso foi, portanto, um dos primeiros sinais da futura hegemonia francesa na África Ocidental, no que se tornaria a África Ocidental Francesa (AOF).